# Nœud de taquet
Le nœud de taquet est un nœud permettant de fixer solidement une corde sur un taquet.

## Nouage
Le nœud commence par un tour mort autour du taquet puis continue en formant un « 8 ». On termine le nœud par une demi-clé inversée.

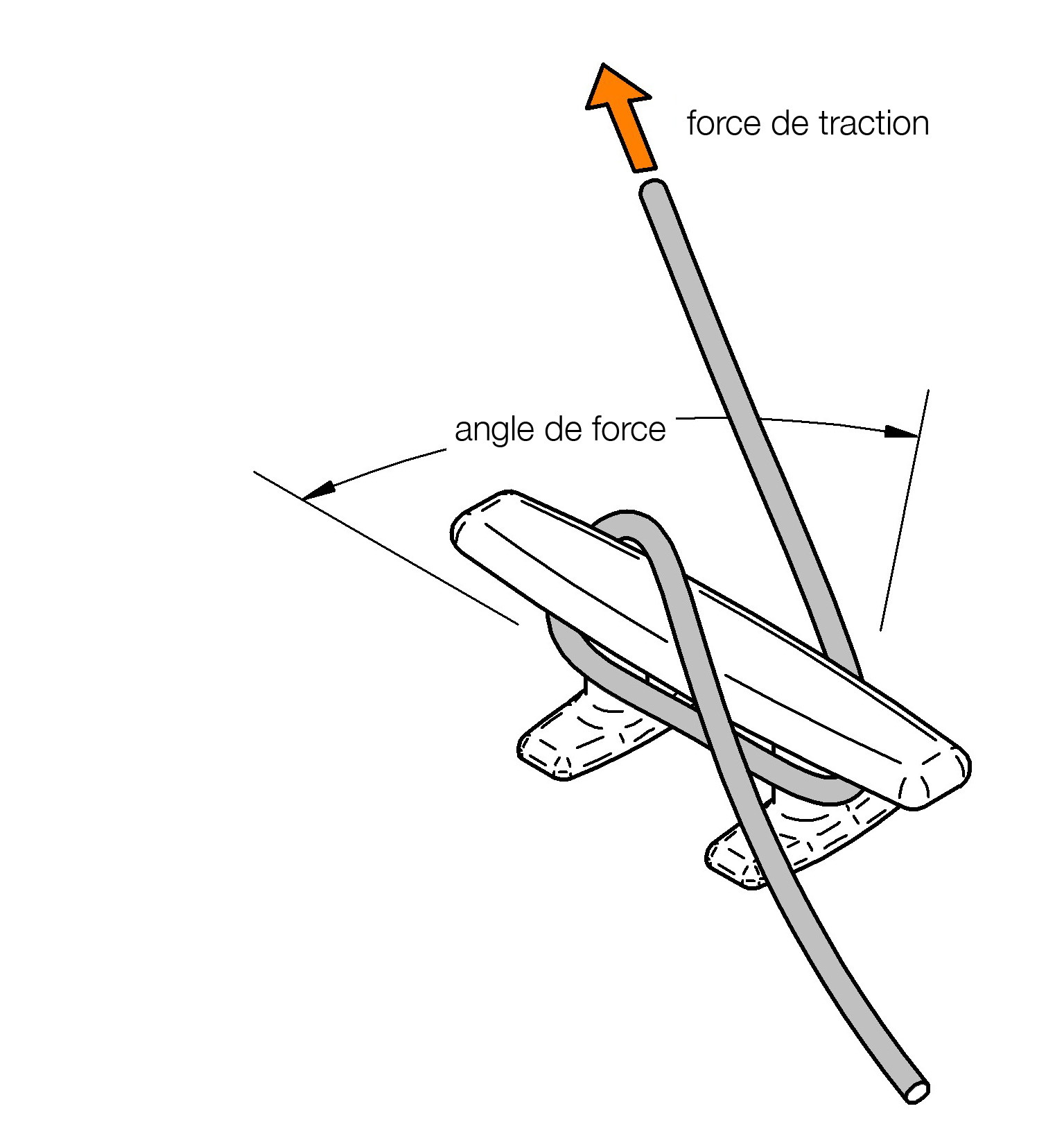
Un tour mort
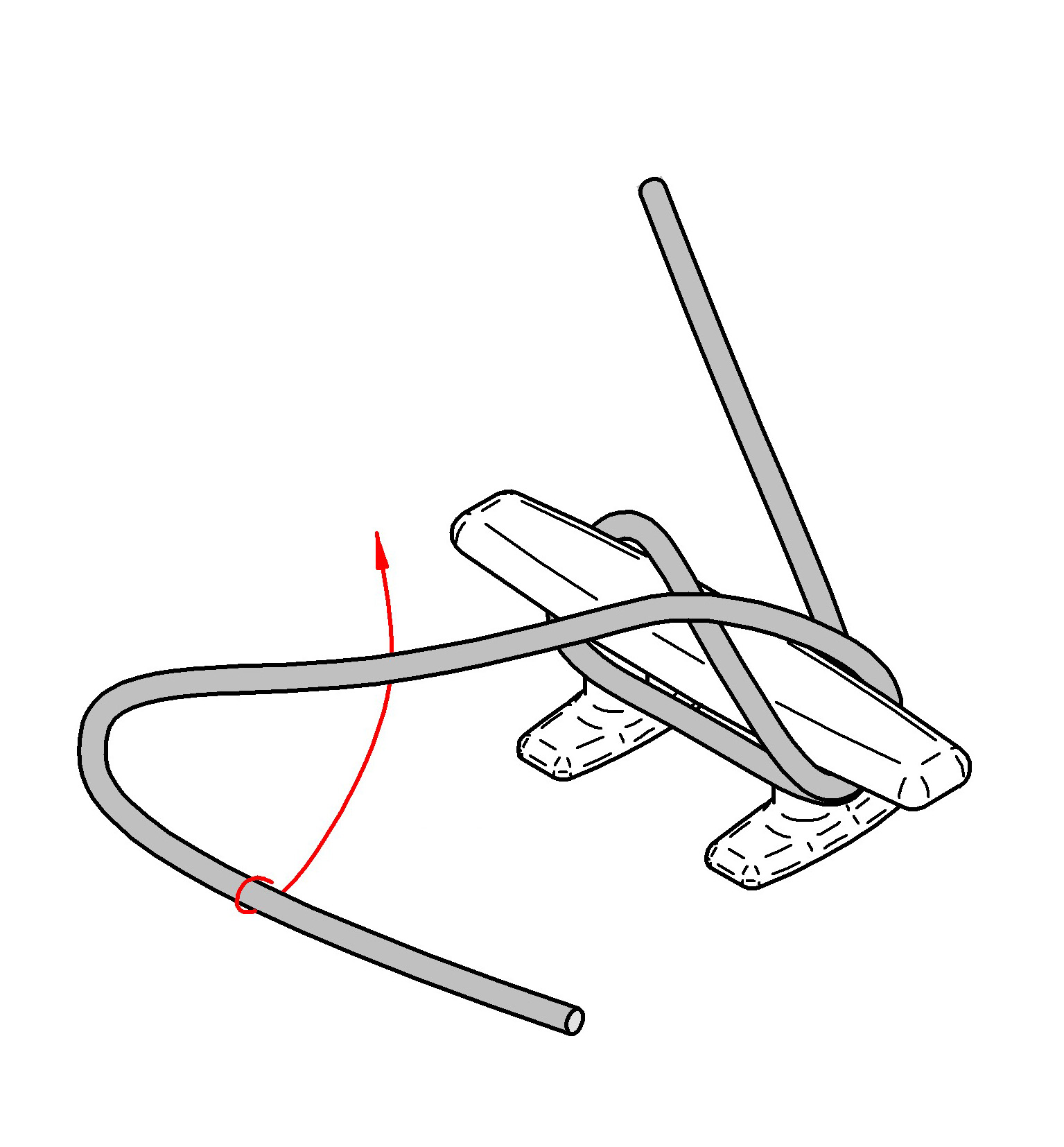
On croise en faisant un huit
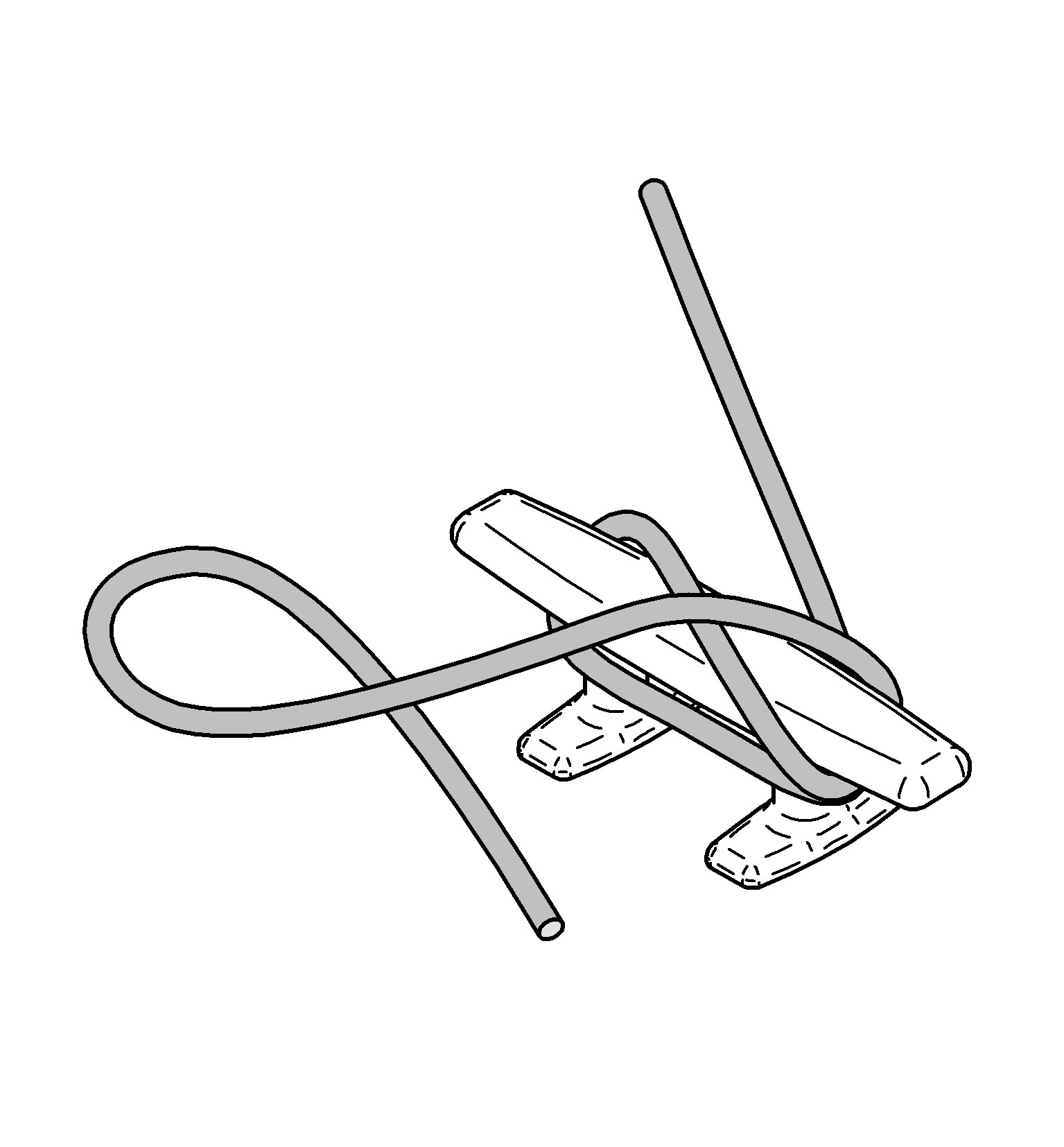
On prépare la demi-clé inversée
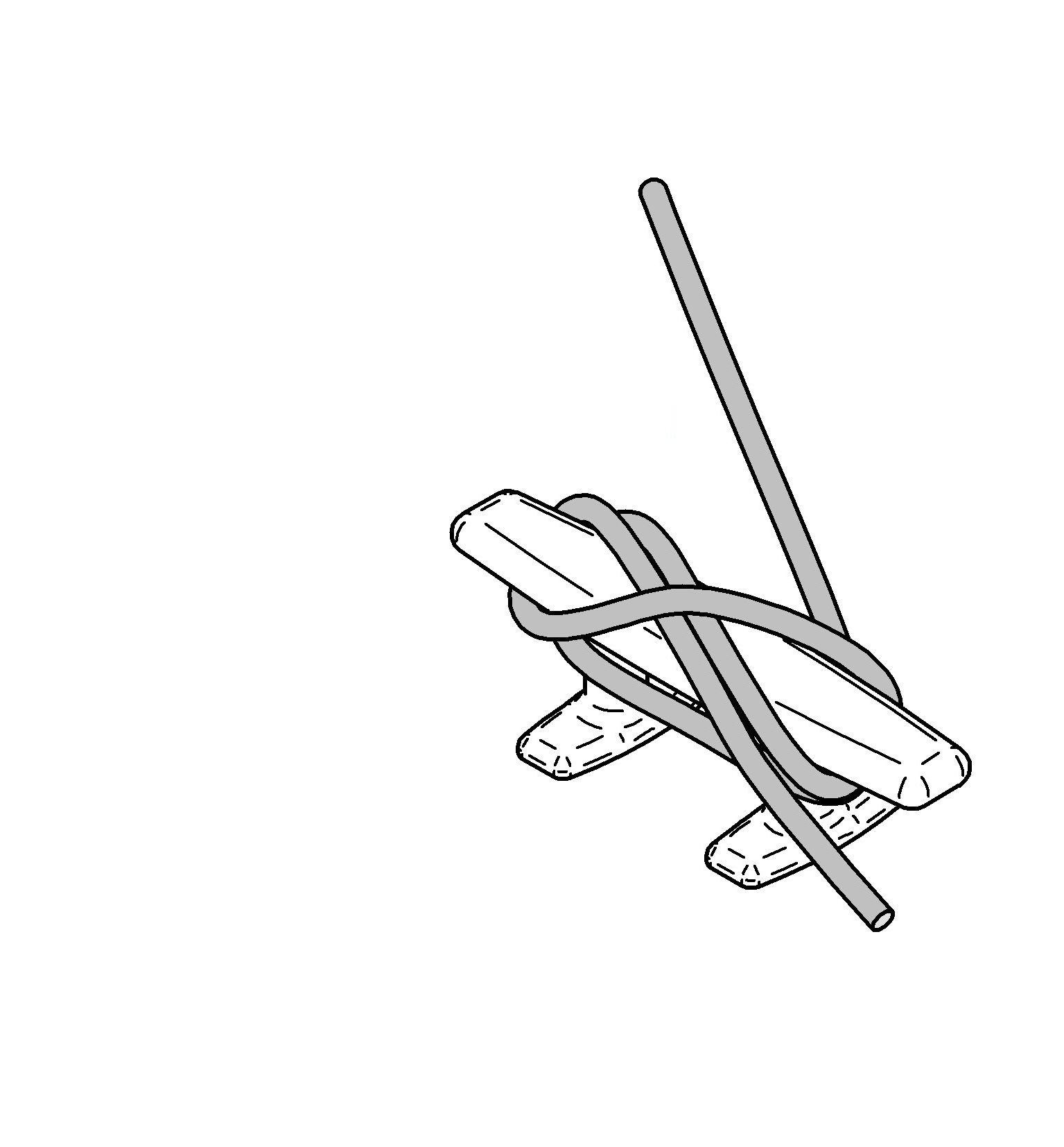
Le nœud achevé

## Applications
Il sert à diverses attaches temporaires en matelotage.

## Propriétés
Le nœud de taquet a la particularité de pouvoir être réalisé : sous tension du dormant, en milieu de corde, et d'une seule main.
Il peut se défaire facilement, même après avoir été fortement tendu, ou mouillé.